# Amstel Curaçao Race 2005
L'Amstel Curaçao Race 2005, quarta edizione della corsa, si disputò il 5 novembre 2005 e venne vinta dal belga Tom Boonen.

## Ordine d'arrivo (Top 10)
| Pos. | Corridore           | Squadra       | Tempo |
| ---- | ------------------- | ------------- | ----- |
| 1    | Tom Boonen          | Quick Step    |       |
| 2    | Paolo Savoldelli    | Discovery Ch. |       |
| 3    | Pieter Weening      | Rabobank      |       |
| 4    | Sebastian Langeveld | Van Vliet     |       |
| 5    | Thomas Dekker       | Rabobank      |       |
| 6    | Erik Dekker         | Rabobank      |       |
| 7    | Bart Brentjes       | Giant Asia    |       |
| 8    | Ron Vroom           | Dasia         |       |
| 9    | Barry Bakker        | Kooyman       |       |
| 10   | Johan Vansummeren   | Davitamon     |       |